# Фатума Роба
Фатума Роба (18 грудня 1973) — ефіопська легкоатлетка, олімпійська чемпіонка. Перша африканська жінка, яка виграла золоту медаль у жіночому олімпійському марафоні на літніх Олімпійських іграх в Атланті 1996 року та перемогла на трьох послідовних Бостонських марафонах.

## Бігова кар'єра
Включена до національної збірної в 1988 році, в півмарафоні. Того року увійшла до першої десятки чемпіонату світу, до 1992 року піднялася до шостого місця. Посівши перше місце серед юніорів і сьоме в загальному заліку на мінімарафоні в Нью-Йорку, вирішила спробувати повний марафон. У 1994 році взяла участь у Паризькому марафоні, фінішувавши 19-ю.
Відмовилася від довгої дистанції наступного року, але за 25 днів до Чемпіонату світу з легкої атлетики 1995 року погодилася, оскільки Ефіопія нікого більше не надсилала. Тож вона брала участь у змаганнях і добре пробігла до позначки 25 кілометрів, але потім відчула запаморочення та кілька разів впала. Фінішувала 19-ю з часом 2:39:27, але після цього потрапила до лікарні.
Згодом вирішила продовжити тренування на цій дистанції. Виграла свій перший марафон у Марракеші на початку 1996 року, а через два місяці виграла Римський марафон. Між двома забігами покращила свій особистий рекорд на хвилину. Після перемоги в Римі була відібрана до збірної Ефіопії на літніх Олімпійських іграх 1996 року в Атланті. Перемігши там, Фатума стала першою жінкою з африканської країни, яка виграла жіночий марафон на Олімпійських іграх.
Згодом виграла три Бостонські марафони поспіль — у 1997—1999 роках.

## Особисті рекорди
- 10000 м — 32:25 (2000 р.)
- Півмарафон — 1:09:01 (2001 р.)
- Марафон — 2:23:21 (1998 р.)

## Виступи на Олімпіадах
| Олімпіада    | Дисципліна       | Місце |
| ------------ | ---------------- | ----- |
| Атланта 1996 | марафонський біг | 1     |
| Сідней 2000  | марафонський біг | 9     |